# Gregor Aichinger
Gregor Aichinger (* 1564 oder 1565 in Regensburg; † 20. oder 21. Januar 1628 in Augsburg) war ein deutscher Komponist der Spätrenaissance.

## Leben
Das Geburtsjahr Gregor Aichingers ist aus seinem Epitaph im Augsburger Domkreuzgang abzuleiten, wonach er 1628 im Alter von 63 Jahren starb. Gregor Aichinger ging 1577 im Knabenalter nach München, als Schüler Orlando di Lassos. Er studierte ab 1578 an der Universität Ingolstadt, dort trat er in Kontakt mit seinem Studienkollegen Jakob Fugger, dem späteren Fürstbischof von Konstanz. Aichinger erhielt durch diese Begegnung Kontakte zu weiteren Mitgliedern der Familie Fugger, denen er später zahlreiche seiner Werke widmete. Ein wichtiger Mäzen Aichingers war Jakob III. Fugger (1542–1598), der ihn 1584 zum Organisten, an der von ihm vier Jahre zuvor gestifteten Orgel an der Augsburger Basilika St. Ulrich und Afra bestimmte, sowie Aichinger zu seinem Hauskomponisten und Leiter seiner Kammermusik machte. Fugger ermöglichte Aichinger mehrere Reisen nach Italien. In Venedig wurde er einer der ersten Schüler Giovanni Gabrielis und konvertierte wohl auch in dieser Zeit vom protestantischen zum katholischen Glauben.

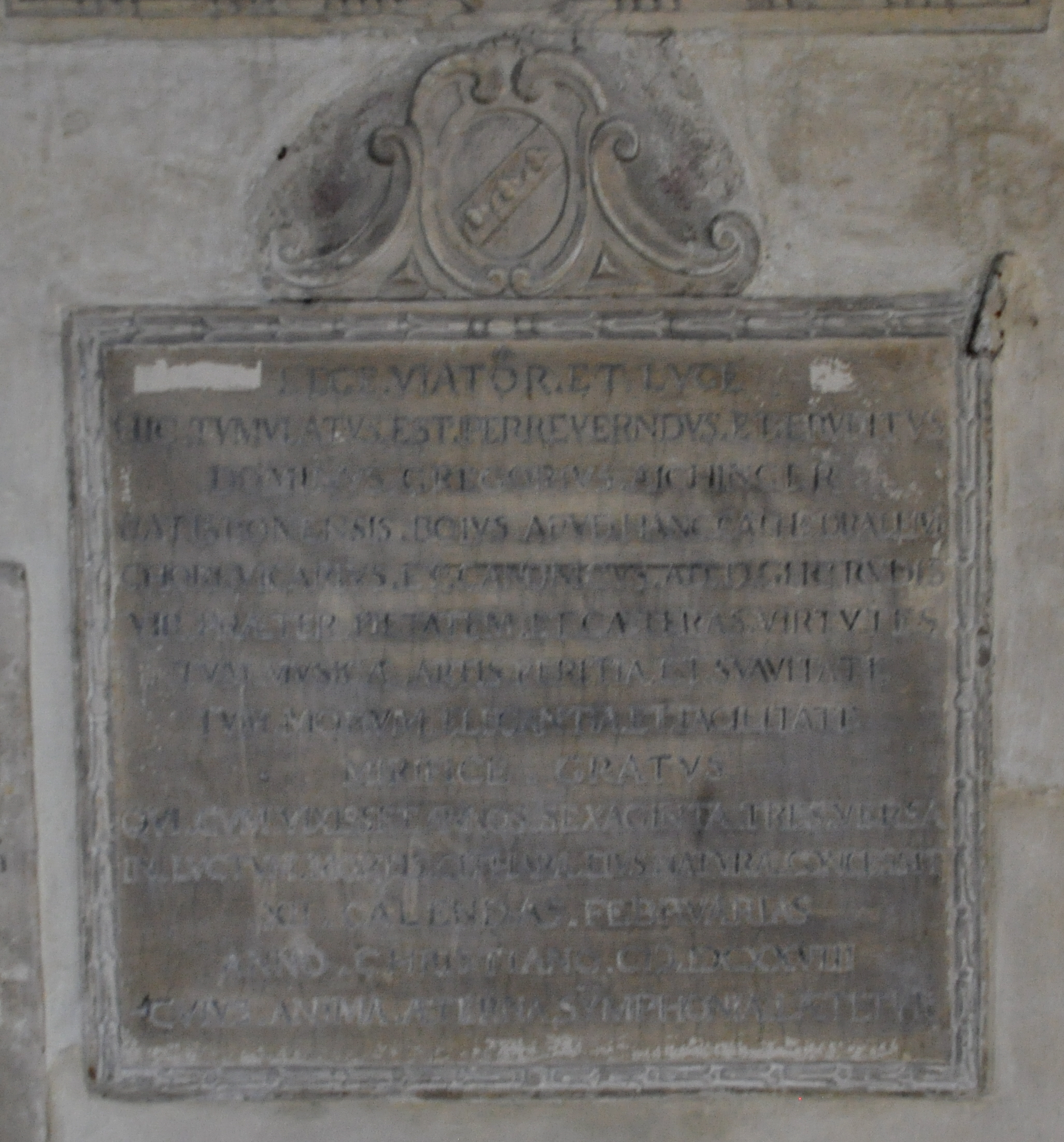
Epitaph für Gregor Aichinger im Augsburger Domkreuzgang

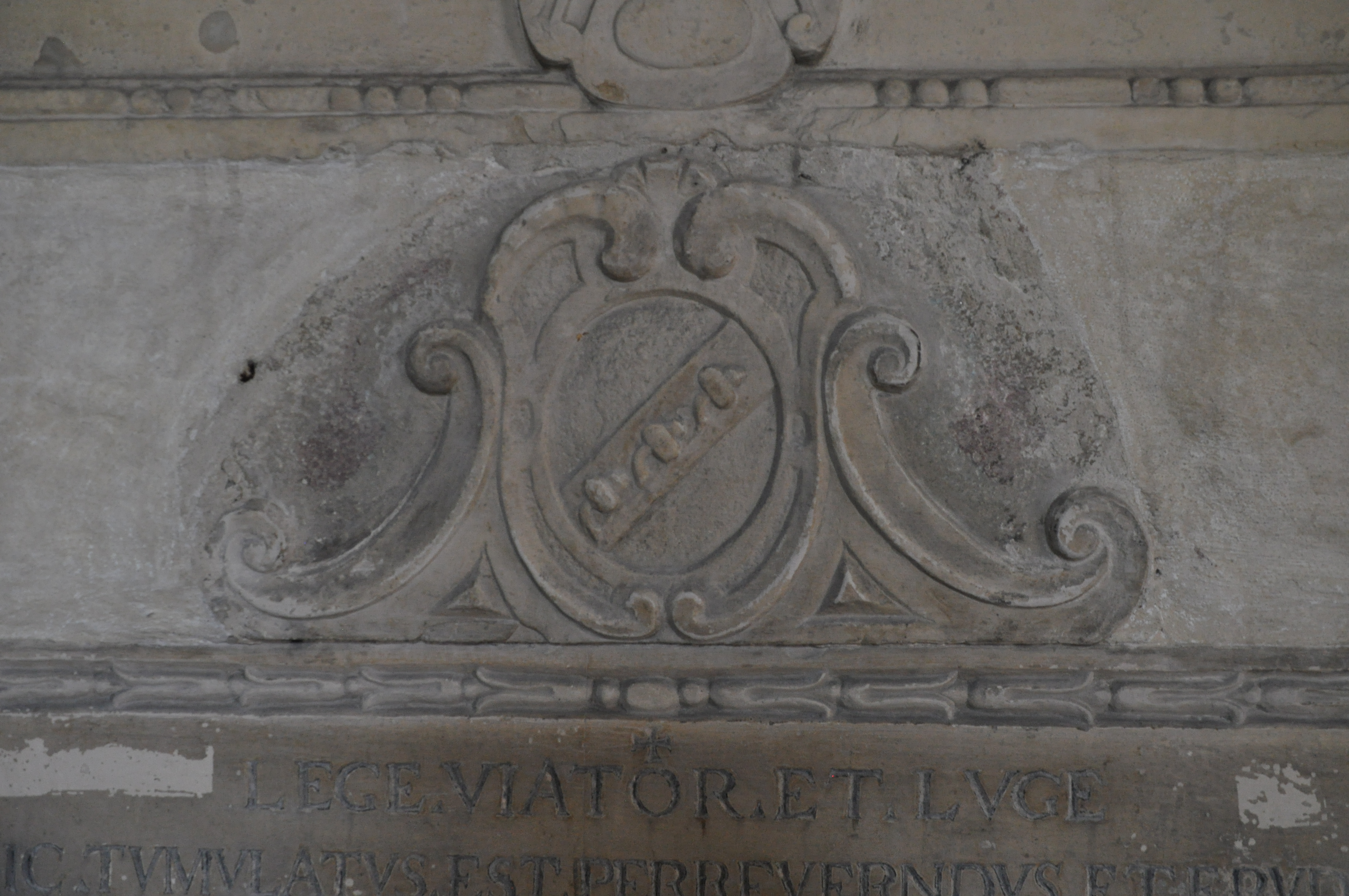
Wappen am Epitaph

Einen erneuten Urlaub bewilligte ihm Fugger 1588, um an der Universität Ingolstadt philosophischen und theologischen Studien nachzugehen. 1600 unternahm Aichinger eine Reise nach Rom, auf der er wahrscheinlich zum Priester geweiht wurde. In Augsburg erhielt eine Anstellung als Kanoniker und Domchorvikar an St. Gertrud, eine Stelle die mit zahlreichen reichen Pfründen dotiert war. Ein Epitaph im Augsburger Domkreuzgang, würdigt ihn als einen Mann, der„neben seiner Frömmigkeit und anderer Tugenden, außerordentlich beliebt war sowohl wegen seiner Kenntnis der Musik und Liebenswürdigkeit, als auch wegen seiner feinen Umgangsformen und seiner Umgänglichkeit“. Die vollständige Grabinschrift lautet:
†

LEGE . VIATOR . ET . LVGE

HIC . TVMVLATVS . EST . PERREVERENDVS . ET . ERVDITUS

DOMINVS . GREGORIVS . AICHINGER

RATISBONENSIS . BOIVS . APVD . HANC . CATHEDRALEM

CHORI . VICARIVS . ET . CANONICVS . AD . D[IVAE] . GERTRVDIS

VIR . PRAETER . PIETATEM . ET . CAETERAS . VIRTVTES

TVM . MUSICAE . ARTIS . PERITIA . ET . SUAVITATE

TVM . MORVM . ELEGANTIA . ET . FACILITATE

MIRIFICE . GRATVS

QVI . CVM . VIXISSET . ANNOS . SEXAGINTA . TRES . VERSA.

IN . LVCTVM . MORTIS . CITHARA . EIVS . NATVRAE . CONCESSIT

XII CALENDAS FEBRVARIAS

ANNO . CHRISTIANO CIↃ . IↃCXXVIII

CIVIS . ANIMA . AETERNA . SYMPHONIA . LAETETVR
Sein Todesdatum ist im Epitaph falsch als 12. Februar 1628 angegeben, doch ist belegt, dass noch an seinem Sterbetag, den 21. Januar, sich seine Nachfolger um seine Ämter beworben haben. Aichinger starb möglicherweise an der Pest, die 1628 in Augsburg grassierte, oder aber an einem „Steinleiden“, wegen dem er noch am 2. Januar erfolglos operiert worden war.
Seine umfangreiche Bibliothek, bestehend aus musikwissenschaftlichen, aber auch aus geographischen, theologischen und botanischen Werken berühmter Autoren bestand, kam an das Domkapitel und später zu Teilen an die Staatsbibliotheken Augsburg und München.

## Werk
Aichinger schrieb zahlreiche Werke für den kirchlichen Gebrauch, vor allem aber vokale Werke in lateinischer Sprache, auch setzte er als Gabrielischüler die venezianische Mehrchörigkeit ein. (u. a. seine erste Veröffentlichung die vier- bis zehnstimmigen Sacrae cantiones Venedig, 1590). Später komponierte er auch Werke mit Generalbass, sie tritt erstmals 1607 in seinen Cantiones Ecclesiasticae und 1609 in der Divina laudes auf. Aichinger trug erheblich dazu bei, diesen Stil, damals Nuovo musiche genannt, im deutschen Sprachraum zu etablieren.
- Sacrae Cantiones, quatuor, quinque, sex, octo et decem vocum, Angelus Gardanus, Venedig 1590 RISM ID: 990000518
- Liber secundus sacrarum cantionum, Angelus Gardanus, Venedig 1595 RISM ID: 990000519
- Liber tertius sacrarum cantionum, quinque, sex, septem & octo vocum, Paul Kauffmann, Nürnberg 1597 RISM ID: 990000520 RISM ID: 990000521
- Tricinia Mariana, quibus antiphonae, hymni, Magnificat, litaniae, et variae laudes ex officio Beatiss. Virginis suavissimis modulis decantantur, 1598 RISM ID: 990000522
- Odaria lectissima, Augsburg 1601 RISM ID: 990000524
- Divinae laudes ex floridis für drei Stimmen, Dominicus Costos, Augsburg 1602 RISM ID: 990000526
- Liturgica sive sacra officia, ad omnes dies festos Magnae Dei Matris per annum celebrari solitos, quarternis vocibus ad modos musicos fact, Johann Praetorius, Augsburg 1603 RISM ID: 990000529
- Vespertinum Virginis canticum sive Magnificat quinis vocibus varie modulatur. Augsburg 1603 RISM ID: 990000530
- Ghirlanda di canzonette spirituali a tre voci, Augsburg 1603 RISM ID: 990000531
- Lacrimae de Virginis et Ioannis in Christum à cruce depositum, modis musicis expressæ, Johann Praetorius, Augsburg 1604 RISM ID: 990000532
- Psalmus L., Miserere mei deus, musicis modis ad IIX, IX, X, XI, XII voces variè compositus, Nicolaus Henricus, München 1605 RISM ID: 990000533
- Solennia Augustissimi Corporis Christi, in sanctissimo sacrificio missae & in eusdem festi officijs, ac publicis supplicationibus seu processionibus cantari solita, Johann Praetorius, Augsburg 1606 RISM ID: 990000534 1607 RISM ID: 990000536
- Vulnera Christi, für drei und vier Stimmen, Adam Meltzer, Dillingen 1606 RISM ID: 990000535
- Fasciculus Sacrarum harmoniarum für vier Stimmen, Adam Meltzer, Dillingen 1606 RISM ID: 990000537
- Cantiones eclesiasticae für drei und vier Stimmen, Adam Meltzer, Dillingen 1607 RISM ID: 990000539
- Virginalia: laudes aeternae Virginis Mariae, Magnae Dei Matris complexa, für fünf Stimmen, Adam Meltzer, Dillingen 1607 RISM ID: 990000540
- Divinarum laudum, für drei Stimmen, zweiter Teil, Adam Meltzer, Dillingen 1608 RISM ID: 990000528